# Жуковский (Ставропольский край)
Жуковский — хутор в Новоселицком районе (муниципальном округе) Ставропольского края России.
До 16 марта 2020 года входил в состав муниципального образования «Сельское поселение Новомаякский сельсовет».

## География
Расстояние до краевого центра: 98 км.
Расстояние до районного центра: 23 км.

## История
В советское время хутор входил в состав территории Китаевского сельсовета с центром в селе Китаевское, находившегося в подчинении Александровского района:7, а затем — Новоселицкого района:23.

## Население
| 1989 | 2002 | 2010 | 2014 |
| ---- | ---- | ---- | ---- |
| 419  | ↗457 | ↘403 | ↘400 |

По данным переписи 2002 года, 66 % населения — русские.

## Образование
- Детский сад № 20[9].
- Основная общеобразовательная школа № 9[10].

## Связь и телекоммуникации
В 2016 году в хуторе введена в эксплуатацию точка доступа к сети Интернет (передача данных осуществляется посредством волоконно-оптической линии связи).

## Памятники
- Памятник В. И. Ленину. 1964 год[12].

## Кладбище
В 150 метрах на юго-восток от домовладения по улице Первомайской находится общественное кладбище площадью 3 тыс. м².

## Археология
В 1977 году Х. А. Амирхановым около хутора Жуковский выявлено местонахождение Жуковское. Памятник расположен на Ставропольской возвышенности на правом берегу реки Томузловка на высоте ок. 80 м над уровнем реки (ок. 300 м над уровнем моря). По отсутствию в составе ископаемой фауны некорнезубых полёвок, учёные установили для неё верхний возрастной предел на уровне палеомагнитного эпизода Олдувай, соответственно возраст немногочисленных археологических находок оценили в 2 млн лет.